# David Marrero
David Marrero (Las Palmas de Gran Canaria, 8 april 1980) is een Spaanse tennisser. Hij is in 2001 professioneel tennisser geworden. Marrero is voornamelijk actief in het herendubbeltennis.

## Palmares
| Legenda                       | Legenda               |
| ----------------------------- | --------------------- |
| Grand Slam                    |                       |
| Olympische Spelen             |                       |
| tot 2009                      | vanaf 2009            |
| Tennis Masters Cup            | ATP Finals            |
| ATP Masters Series            | ATP Tour Masters 1000 |
| ATP International Series Gold | ATP Tour 500          |
| ATP International Series      | ATP Tour 250          |

### Dubbelspel
| Nr.                          | Datum             | Toernooi              | Ondergrond    | Partner                 | Tegenstanders in finale                        | Score                  | Details |
| ---------------------------- | ----------------- | --------------------- | ------------- | ----------------------- | ---------------------------------------------- | ---------------------- | ------- |
| Gewonnen finales herendubbel |                   |                       |               |                         |                                                |                        |         |
| 1.                           | 9 mei 2009        | ATP Estoril           | Gravel        | Marc López              | Pablo Cuevas Marcel Granollers                 | 6–7(1), 6–4, [10–4]    | Details |
| 2.                           | 25 juli 2010      | ATP Hamburg           | Gravel        | Marc López              | Jérémy Chardy Paul-Henri Mathieu               | 6–2, 2–6, [10–8]       | Details |
| 3.                           | 26 februari 2012  | ATP Buenos Aires      | Gravel        | Fernando Verdasco       | Michal Mertiňák André Sá                       | 6–4, 6–4               | Details |
| 4.                           | 3 maart 2012      | ATP Acapulco          | Gravel        | Fernando Verdasco       | Marcel Granollers Marc López                   | 6-3, 6-4               | Details |
| 5.                           | 15 juli 2012      | ATP Umag (1)          | Gravel        | Fernando Verdasco       | Marcel Granollers Marc López                   | 6-3, 7-6(4)            | Details |
| 6.                           | 22 juli 2012      | ATP Hamburg           | Gravel        | Fernando Verdasco       | Daniel Muñoz de la Nava Rogério Dutra da Silva | 6-4, 6-3               | Details |
| 7.                           | 2 maart 2013      | ATP Acapulco          | Gravel        | Łukasz Kubot            | Simone Bolelli Fabio Fognini                   | 7-5, 6-2               | Details |
| 8.                           | 28 juli 2013      | ATP Umag (2)          | Gravel        | Martin Kližan           | Nicholas Monroe Simon Stadler                  | 6-1, 5-7, [10-7]       | Details |
| 9.                           | 22 september 2013 | ATP Sint-Petersburg   | Hardcourt (i) | Fernando Verdasco       | Dominic Inglot Denis Istomin                   | 7-6(6), 6-3            | Details |
| 10.                          | 11 november 2013  | ATP World Tour Finals | Hardcourt (i) | Fernando Verdasco       | Bob Bryan Mike Bryan                           | 7-5, 6-7(3), [10-7]    | Details |
| 11.                          | 17 mei 2015       | ATP Rome              | Gravel        | Pablo Cuevas            | Marcel Granollers Marc López                   | 6-4, 7-5               | Details |
| 12.                          | 17 juli 2016      | ATP Bastad            | Gravel        | Marcel Granollers       | Marcus Daniell Marcelo Demoliner               | 6-2, 6-3               | Details |
| 13.                          | 24 juli 2016      | ATP Umag (3)          | Gravel        | Martin Klizan           | Nikola Metkic Antonio Sancic                   | 6-4, 6-2               | Details |
| 14.                          | 24 februari 2018  | ATP Rio de Janeiro    | Gravel        | Fernando Verdasco       | Nikola Mektić Alexander Peya                   | 5-7, 7-5, [10-8]       | Details |
| Verloren finales herendubbel |                   |                       |               |                         |                                                |                        |         |
| 1.                           | 1 mei 2011        | ATP Estoril           | Gravel        | Marc López              | Eric Butorac Jean-Julien Rojer                 | 3-6, 4-6               | Details |
| 2.                           | 22 mei 2011       | ATP Nice              | Gravel        | Santiago González       | Eric Butorac Jean-Julien Rojer                 | 3-6, 4-6               | Details |
| 3.                           | 25 september 2011 | ATP Boekarest         | Gravel        | Julian Knowle           | Daniele Bracciali Potito Starace               | 6-3, 4-6, [8-10]       | Details |
| 4.                           | 23 oktober 2011   | ATP Moskou            | Hardcourt     | Carlos Berlocq          | František Čermák Filip Polášek                 | 3-6, 1-6               | Details |
| 5.                           | 6 mei 2012        | ATP Estoril           | Gravel        | Julian Knowle           | Aisam-ul-Haq Qureshi Jean-Julien Rojer         | 5-7, 5-7               | Details |
| 6.                           | 28 oktober 2012   | ATP Valencia          | Hardcourt (i) | Fernando Verdasco       | Alexander Peya Bruno Soares                    | 3-6, 2-6               | Details |
| 7.                           | 13 oktober 2013   | ATP Shanghai          | Hardcourt (i) | Fernando Verdasco       | Ivan Dodig Marcelo Melo                        | 6-7(2), 7-6(6), [2-10] | Details |
| 8.                           | 23 februari 2014  | ATP Rio de Janeiro    | Gravel        | Marcelo Melo            | Juan Sebastián Cabal Robert Farah Maksoud      | 4-6, 2-6               | Details |
| 9.                           | 13 april 2014     | ATP Houston           | Gravel        | Fernando Verdasco       | Bob Bryan Mike Bryan                           | 6-4, 4-6, [9-11]       | Details |
| 10.                          | 4 mei 2014        | ATP Oeiras            | Gravel        | Pablo Cuevas            | Santiago González Scott Lipsky                 | 3-6, 6-3, [8-10]       | Details |
| 11.                          | 3 mei 2015        | ATP Estoril           | Gravel        | Marc López              | Treat Huey Scott Lipsky                        | 1-6, 4-6               | Details |
| 12.                          | 28 juni 2015      | ATP Nottingham        | Gras          | Pablo Cuevas            | Chris Guccione André Sá                        | 2-6, 5-7               | Details |
| 13.                          | 21 februari 2016  | ATP Rio de Janeiro    | Gravel        | Pablo Carreño Busta     | Juan Sebastián Cabal Robert Farah Maksoud      | 6-7(5), 1-6            | Details |
| 14.                          | 28 februari 2016  | ATP Sao Paulo         | Gravel        | Pablo Carreño Busta     | Julio Peralta Horacio Zeballos                 | 6-4, 1-6, [5-10]       | Details |
| 15.                          | 19 februari 2017  | ATP Buenos Aires      | Gravel        | Santiago González       | Juan Sebastián Cabal Robert Farah Maksoud      | 1-6, 4-6               | Details |
| 16.                          | 7 mei 2017        | ATP Estoril           | Gravel        | Tommy Robredo           | Ryan Harrison Michael Venus                    | 5–7, 2-6               | Details |
| Gewonnen finales challengers |                   |                       |               |                         |                                                |                        |         |
| 1.                           | 16 oktober 2005   | Barcelona             | Gravel        | Gabriel Trujillo-Soler  | Bart Beks Matwé Middelkoop                     | 6-4, 6-4               |         |
| 2.                           | 1 april 2007      | Barletta              | Gravel        | Albert Portas           | Alessandro Motti Simone Vagnozzi               | 6-4, 6-4               |         |
| 3.                           | 7 september 2008  | Brașov                | Gravel        | Daniel Muñoz de la Nava | Carlos Poch-Gradin Pablo Santos                | 6-4, 6-3               |         |
| 4.                           | 14 september 2008 | Sevilla               | Gravel        | Pablo Santos            | Rogério Dutra Silva Flavio Saretta             | 2-6, 6-2, [10-8]       |         |
| 5.                           | 21 september 2008 | Szczecin              | Gravel        | Dawid Olejniczak        | Łukasz Kubot Oliver Marach                     | 7-6(4), 6-3            |         |
| 6.                           | 22 maart 2009     | Caltanissetta         | Gravel        | Juan Pablo Brzezicki    | Daniele Bracciali Simone Vagnozzi              | 7-6(5), 6-3            |         |
| 7.                           | 5 april 2009      | Napels                | Gravel        | Pablo Cuevas            | Frank Moser Lukáš Rosol                        | 6-4, 6-3               |         |
| 8.                           | 5 juli 2009       | Constanta             | Gravel        | Adrian Garcia           | Adrian Cruciat Florin Mergea                   | 7-6(5), 6-2            |         |
| 9.                           | 11 oktober 2009   | Montevideo            | Gravel        | Juan Pablo Brzezicki    | Martin Cuevas Pablo Cuevas                     | 6-4, 6-4               |         |
| 10.                          | 21 maart 2010     | Caltanissetta         | Gravel        | Santiago Ventura        | Uladzimir Ignatik Martin Kližan                | 7-6(3), 6-4            |         |
| 11.                          | 28 maart 2010     | Barletta              | Gravel        | Santiago Ventura        | Illja Bozoljac Daniele Bracciali               | 6-3, 6-3               |         |
| 12.                          | 4 april 2010      | Saint-Brieuc          | Gravel (i)    | Uladzimir Ignatik       | Brian Battistone Ryler DeHeart                 | 4-6, 6-4, [10-5]       |         |
| 13.                          | 11 april 2010     | Monza                 | Gravel        | Daniele Bracciali       | Martin Fischer Frederik Nielsen                | 6-3, 6-3               |         |
| 14.                          | 6 juni 2010       | Prostějov             | Gravel        | Marcel Granollers       | Johan Brunström Jean-Julien Rojer              | 3-6, 6-4, [10-6]       |         |
| 15.                          | 2 oktober 2011    | Madrid                | Gravel        | Rubén Ramírez Hidalgo   | Daniel Gimeno Traver Morgan Phillips           | 4-6, 7-6(8), [11-9]    |         |

## Prestatietabellen
| Legenda | Legenda                          |
| ------- | -------------------------------- |
| g.t.    | geen toernooi gehouden           |
| l.c.    | lagere categorie                 |
| –       | niet deelgenomen                 |
| G       | uitgeschakeld in de groepsfase   |
| 1R      | uitgeschakeld in de eerste ronde |
| 2R      | uitgeschakeld in de tweede ronde |
| 3R      | uitgeschakeld in de derde ronde  |
| 4R      | uitgeschakeld in de vierde ronde |
| KF      | uitgeschakeld in de kwartfinale  |
| HF      | uitgeschakeld in de halve finale |
| F       | de finale verloren               |
| W       | het toernooi gewonnen            |
| w-v     | winst/verlies-balans             |

### Prestatietabel grand slam, enkelspel
| Toernooi        | 2008 | 2009 | 2010 |
| --------------- | ---- | ---- | ---- |
| Australian Open | –    | –    | –    |
| Roland Garros   | 2R   | –    | –    |
| Wimbledon       | –    | –    | –    |
| US Open         | –    | –    | 3R   |

### Prestatietabel dubbelspel
| Grandslamtoernooien   |      |      |    |      |      |      |    |      |      |      |
| Australian Open       | –    | 3R   | 2R | KF   | 2R   | KF   | 1R | 1R   | 2R   | 1R   |
| Roland Garros         | 1R   | 2R   | 2R | KF   | 2R   | 2R   | 2R | 3R   | 1R   |      |
| Wimbledon             | 2R   | 2R   | 3R | 2R   | 3R   | 1R   | 1R | –    | 1R   |      |
| US Open               | 2R   | KF   | 1R | 1R   | KF   | 1R   | 3R | 1R   | 1R   |      |
| Tennis Masters Cup    |      |      |    |      |      |      |    |      |      |      |
| ATP World Tour Finals | –    | –    | –  | W    | –    | –    | –  | –    | –    |      |
| ATP Masters 1000      |      |      |    |      |      |      |    |      |      |      |
| Indian Wells          | –    | 1R   | –  | 1R   | 2R   | 1R   | 1R | –    | 1R   | –    |
| Miami                 | –    | 2R   | KF | 2R   | KF   | 1R   | 2R | –    | –    | –    |
| Monte Carlo           | –    | –    | 2R | HF   | –    | –    | 2R | –    | –    | –    |
| Madrid                | 1R   | –    | 2R | HF   | HF   | 2R   | –  | 1R   | 2R   | 1R   |
| Rome                  | –    | 1R   | 1R | KF   | KF   | W    | –  | –    | –    |      |
| Montréal/Toronto      | –    | –    | –  | –    | 1R   | 1R   | –  | –    | –    |      |
| Cincinnati            | –    | –    | –  | –    | 2R   | 1R   | –  | –    | –    |      |
| Shanghai              | 2R   | –    | 1R | F    | 2R   | 1R   | –  | –    | –    |      |
| Parijs                | 2R   | 1R   | –  | 2R   | 2R   | 1R   | 1R | –    | –    |      |
| Olympische Spelen     |      |      |    |      |      |      |    |      |      |      |
| Olympische Spelen}    | g.t. | g.t. | –  | g.t. | g.t. | g.t. | –  | g.t. | g.t. | g.t. |
| Statistieken          |      |      |    |      |      |      |    |      |      |      |
| Totaal aantal titels  | 2    | 0    | 4  | 4    | 0    | 1    | 2  | 0    | 1    |      |
| Eindejaarsranking     | 40   | 40   | 23 | 5    | 28   | 30   | 41 | 77   |      |      |